# Gare de Bascharage - Sanem
La gare de Bascharage - Sanem est une gare ferroviaire luxembourgeoise de la ligne 7, de Luxembourg à Pétange, située à Bascharage sur le territoire de la commune de Käerjeng, près de Sanem, dans le canton de Capellen.
Elle est mise en service en 1900 par la Société anonyme luxembourgeoise des chemins de fer et minières Prince-Henri.
C'est une halte voyageurs de la Société nationale des chemins de fer luxembourgeois (CFL), desservie par des trains Regional-Express (RE) et Regionalbunn (RB).

## Situation ferroviaire
Établie à 309 mètres d'altitude, la gare de Bascharage - Sanem est située au point kilométrique (PK) 3,458 de la ligne 7 de Luxembourg à Pétange, entre les gares de Schouweiler et de Pétange.

## Histoire
La station de Bascharage - Sanem est mise en service par la Société anonyme luxembourgeoise des chemins de fer et minières Prince-Henri, lors de l'ouverture à l'exploitation la ligne de Luxembourg à Pétange le 8 août 1900.
L'ancien bâtiment voyageurs est détruit après 1981. La gare est totalement réaménagée lors de la mise à deux voies au début des années 2010.

## Service des voyageurs

### Accueil
Halte CFL, c'est un point d'arrêt non géré (PANG). Elle dispose de quelques abris. Le passage d'un quai à l'autre se fait par un souterrain équipé d'ascenseurs. La halte possède deux automates pour l'achat de titres de transport.

### Desserte
Bascharage - Sanem est desservie par des trains CFL Regional-Express (RE) et Regionalbunn (RB) qui exécutent les missions suivantes :
- Luxembourg - Rodange - Longwy.

### Intermodalité
Un parc pour les vélos (14 places) et un parking pour les véhicules (241 places) y sont aménagés. La gare possède un parking à vélo sécurisé mBox de 32 places, et est desservie par les lignes 3, 13, 14 et 14 du transport intercommunal de personnes dans le canton d'Esch-sur-Alzette et par les lignes 622 et 623 du Régime général des transports routiers.
Une station du service d'autopartage Flex y est implantée.